# St. Josef (Heckendalheim)

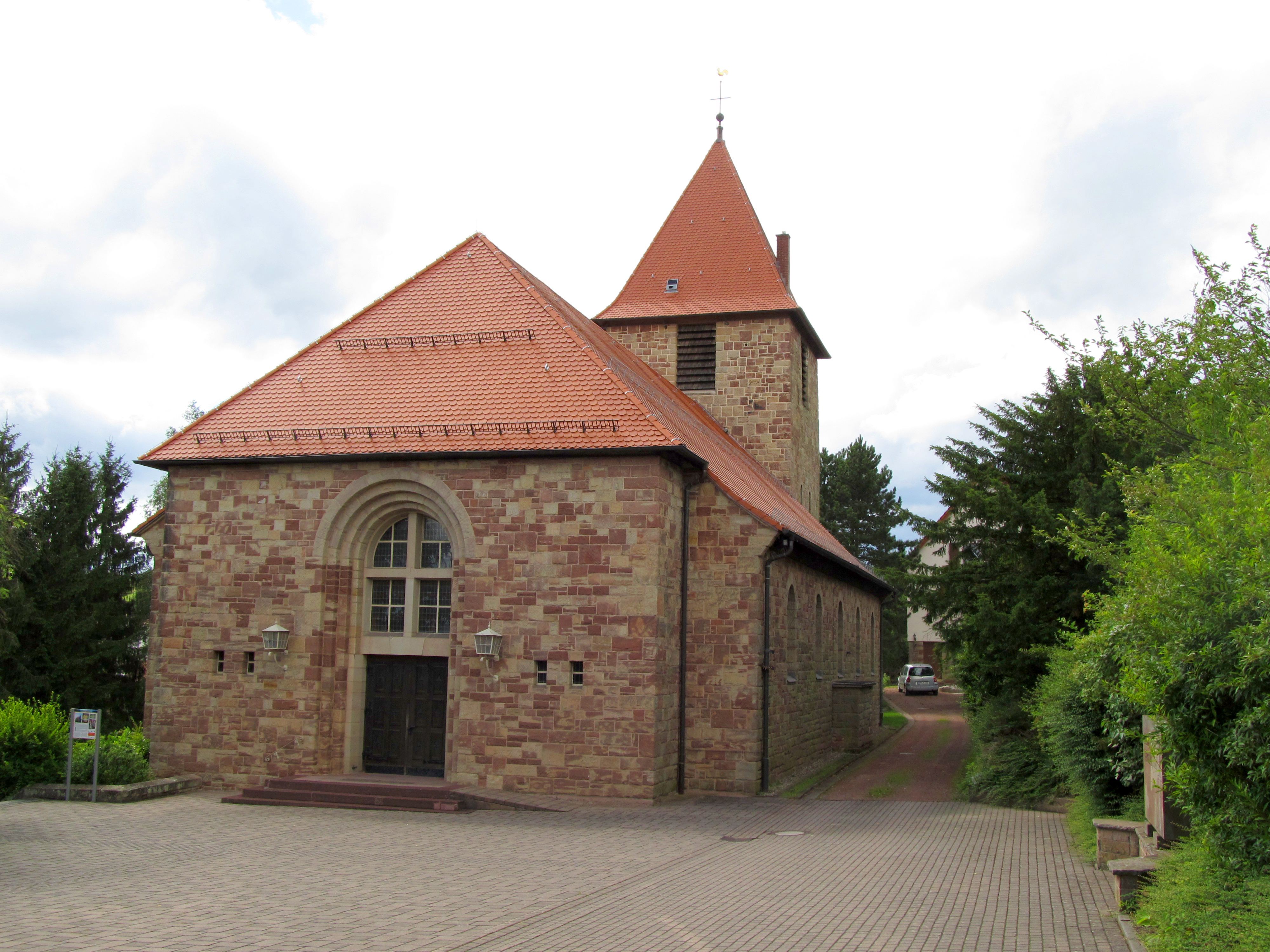
Die katholische Kirche St. Josef in Heckendalheim

Die Kirche St. Josef ist eine katholische Kuratiekirche in Heckendalheim, einem Ortsteil der saarländischen Gemeinde Mandelbachtal. Die zuständige Pfarrei ist Mariä Heimsuchung in Ommersheim. Kirchenpatron ist der heilige Josef. Das Gotteshaus liegt direkt am Jakobsweg.

## Geschichte
Bis 1932 fand der Gottesdienst für die Katholiken in Heckendalheim im Nachbarort Ommersheim statt. Bis die Kirche St. Josef fertiggestellt war, dienten eine alte, frei gewordene Schule, dann ein Saal eines Gasthauses als Provisorium. Nachdem Heckendalheimer Bürger der Kirche Land zum Bauen schenkten, konnte am 15. Juli 1952 mit der Errichtung der Kirche begonnen werden. Die Pläne hierfür stammten vom Speyrer Diözesanbaumeister Wilhelm Schulte II. Der ortsansässige Architekt Heinrich Sand zeichnete für die örtliche Bauleitung verantwortlich. Als Baumaterial durften unentgeltlich 1200 m³ Steine in den nahe gelegenen Steinbrüchen Fuchs und Hellenthal gebrochen werden. Einheimische Landwirte und Transportunternehmen besorgten den kostenlosen Transport zum Bauplatz. Nach einer Bauzeit von 15 Monaten konnte die Kirche am 30. August 1953 durch den Speyrer Bischof Isidor Markus Emanuel eingeweiht werden.

## Architektur und Ausstattung

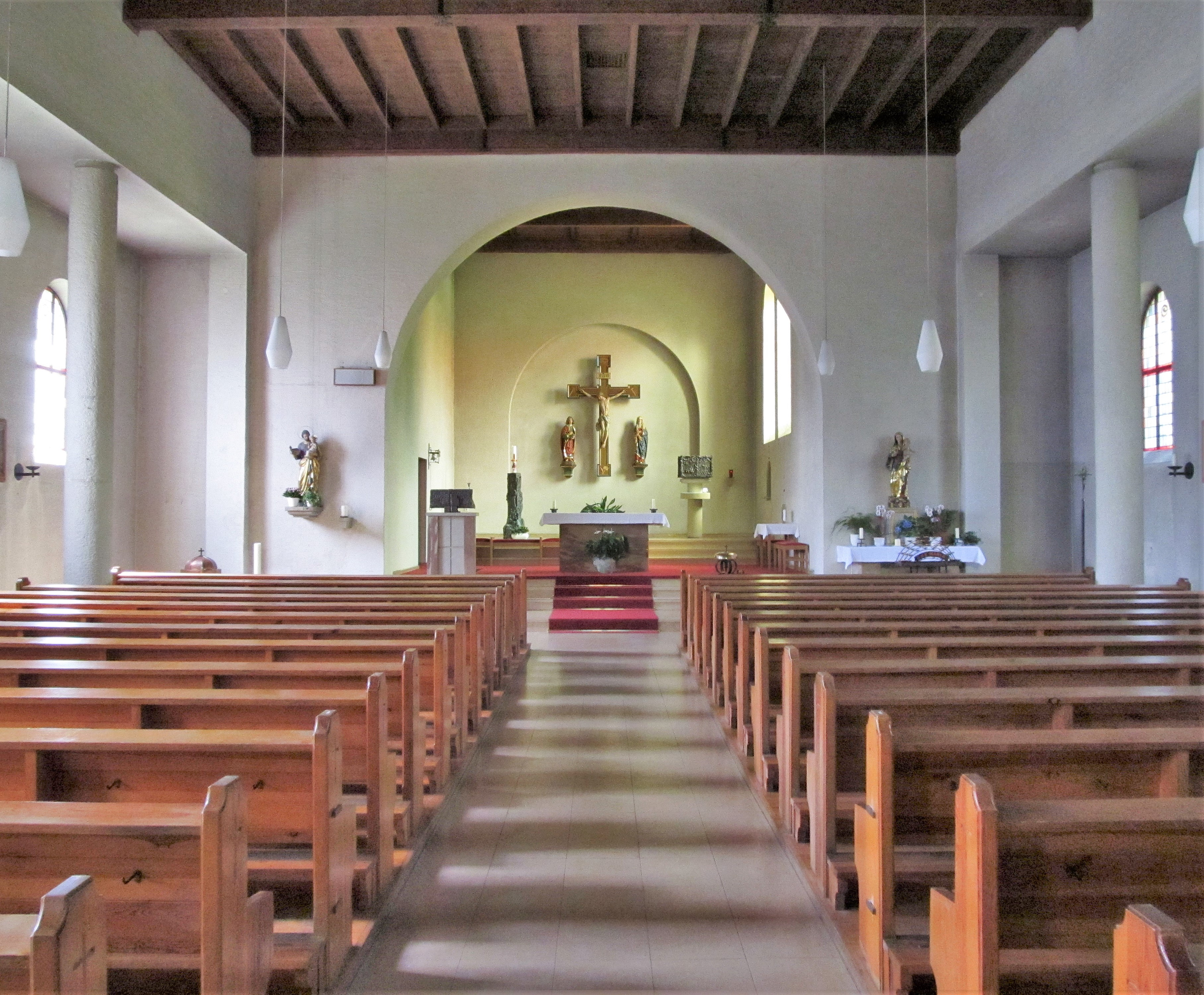
Blick ins Innere der Kirche

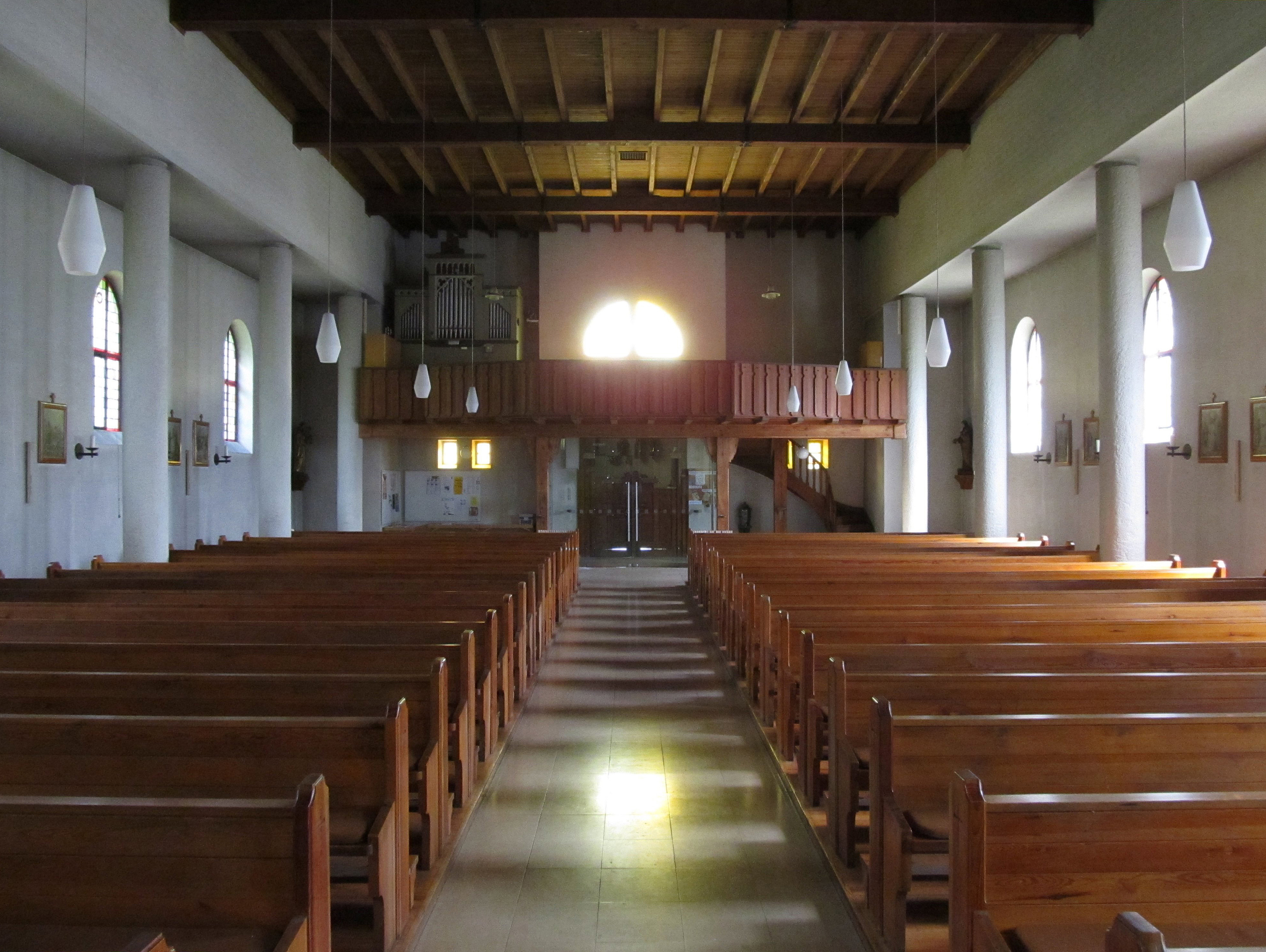
Blick vom Altarraum in Richtung Orgelempore

Das Kirchengebäude entstand in einem Stil, der sich an der Neuromanik orientierte, und besitzt fünf Fensterachsen. Der Innenraum der Kirche wird von einem Rundbogen an der Wand des Altarraums dominiert, der den Rahmen für eine Kreuzigungsgruppe bildet. Zentrum dieser Figurengruppe ist ein holzgeschnitzter Corpus Jesu im Stil der Gotik, flankiert von Figuren der schmerzhaften Muttergottes und des Evangelisten Johannes. Beleuchtet wird die Figurengruppe von zwei großen Rundbogenfenstern in der Nordwand des Altarraums. Sehenswert ist auch der alte Tabernakel, der ursprünglich auf dem Altar stand und sich heute auf einer Sandsteinsäule befindet. Nachträglich wurde er mit einer Bronzeumhüllung versehen.
Links des Altarraums steht auf einem Sockel eine Figur des Kirchenpatrons St. Josef, der in der linken Hand ein segnendes Jesuskind, in der rechten Hand ein Modell der Kirche trägt. Weitere Kunstwerke im Kircheninneren sind der gemalte Kreuzweg – das Werk einer Speyerer Dominikanerin – und zwei Fenster von 1953, die der Architekt und Glasmaler György Lehoczky (Saarbrücken) geschaffen hat.
Die Glocken stammen von der Gießerei Junker in Brilon (Westfalen).

## Orgel
Die Orgel wurde 1904 von der Firma Gebr. Späth Orgelbau (Mengen) gebaut und 1954 in die Heckendalheimer Kirche überführt. Bei der Montage erfolgte ein Austausch von Salicional 8′ gegen Waldflöte 2′ durch die Firma Späth. Das Instrument, das seitlich versetzt auf der Empore steht, verfügt über fünf Register, verteilt auf ein Manual und Pedal.
| I Manual C–g3 |                  |    |
| 1.            | Principal        | 8′ |
| 2.            | Lieblich Gedackt | 8′ |
| 3.            | Zartflöte        | 4′ |
| 4.            | Waldflöte        | 2′ |

| Pedal C–f1 |        |     |
| 5.         | Subbaß | 16′ |

- Koppeln: I/P, Sub I/I, Super I/I